# Municipio de Dean Springs
El municipio de Dean Springs (en inglés: Dean Springs Township) es un municipio ubicado en el condado de Crawford en el estado estadounidense de Arkansas. En el año 2010 tenía una población de 2605 habitantes y una densidad poblacional de 65,51 personas por km².

## Geografía
El municipio de Dean Springs se encuentra ubicado en las coordenadas 35°32′25″N 94°11′10″O / 35.54028, -94.18611. Según la Oficina del Censo de los Estados Unidos, el municipio tiene una superficie total de 39.76 km², de la cual 39,72 km² corresponden a tierra firme y (0,1 %) 0,04 km² es agua.

## Demografía
Según el censo de 2010, había 2605 personas residiendo en el municipio de Dean Springs. La densidad de población era de 65,51 hab./km². De los 2605 habitantes, el municipio de Dean Springs estaba compuesto por el 96,47 % blancos, el 0,31 % eran afroamericanos, el 0,96 % eran amerindios, el 0,04 % eran isleños del Pacífico, el 0,38 % eran de otras razas y el 1,84 % eran de una mezcla de razas. Del total de la población el 2 % eran hispanos o latinos de cualquier raza.